# Przychody operacyjne
Przychody operacyjne – przychody związane z prowadzeniem przez jednostkę gospodarczą działalności operacyjnej. Przychody te prezentowane są w dwóch częściach rachunku zysków i strat: w części pierwszej znajdują się przychody związane z podstawową działalnością operacyjną jednostki, tj. dla której jednostka została stworzona, np. sprzedaż towarów i produktów. Druga część rachunku zysków i strat prezentuje przychody pośrednio związane z działalnością operacyjną (tzw. pozostałe przychody operacyjne), np. wynikające ze sprzedaży zbędnych środków trwałych.
Oprócz przychodów operacyjnych, sumę przychodów podmiotu gospodarczego tworzą takie kategorie rachunku zysków i strat, jak przychody finansowe (związane z działalnością inwestycyjną i finansową) oraz zyski nadzwyczajne (związane ze zdarzeniami losowymi).